# 音楽しりとり
『音楽しりとり』（おんがくしりとり）は、2006年10月7日から2008年3月29日、および2009年10月11日から2010年4月4日まで青森放送ラジオで放送されていた音楽番組である。
放送中に掛ける楽曲を、曲名によるしりとりで決めていたミニ番組。曲のジャンルを限定することなく、邦楽・洋楽・歌謡曲・クラシック音楽・民謡などを自由に織り交ぜてのしりとりとそれらのオンエアを行っていた。10分枠で放送されていた第1期では1回につき4曲を、5分枠で放送されていた第2期では1回につき2曲を掛けていた。

## 放送時間
いずれも日本標準時。
- 第1期：土曜 17:00 - 17:10 （2006年10月7日 - 2008年3月29日）
- 第2期：日曜 20:55 - 21:00 （2009年10月11日 - 2010年4月4日）

## パーソナリティ
- 初代0：矢羽々恵匡（2006年10月7日 - 2007年3月31日）
- 2代目：菅原厚（2007年4月7日 - 2008年3月29日、2009年10月11日 - 降板時期不明）